# Nambu-myeon
Nambu-myeon (koreanska: 남부면) är en socken i staden Geoje i provinsen Södra Gyeongsang, i den södra delen av Sydkorea,
300 km sydost om huvudstaden Seoul. Nambu-myeon ligger på södra delen av ön Geojedo. En del av socknen ligger i Hallyeohaesang nationalpark.